# 24059 Halverson
24059 Halverson è un asteroide della fascia principale. Scoperto nel 1999, presenta un'orbita caratterizzata da un semiasse maggiore pari a 2,1998777 UA e da un'eccentricità di 0,0834699, inclinata di 6,69970° rispetto all'eclittica.